# Debrzno (plaats)
Debrzno (Duits: Preußisch Friedland) is een stad in het Poolse woiwodschap Pommeren, gelegen in de powiat Człuchowski. De oppervlakte bedraagt 7,52 km², het inwonertal 5251 (2005).